# Oliver Ojakäär
Oliver Ojakäär (* 10. Februar 2005 in Tartu) ist ein estnischer Tennisspieler.

## Karriere
Ojakäär spielte bis 2023 auf der ITF Junior Tour. In der Jugend-Rangliste erreichte er mit Platz 10 seine höchste Notierung. Bei drei der vier Grand-Slam-Turniere 2023 nahm er teil. Dabei schaffte er es bei den Australian Open ins Achtelfinale, sein bestes Einzel-Resultat. Im Doppel zog er beim selben Turnier Viertelfinale ein. Der größte Erfolg gelang dem Esten bei den US Open, bei denen er mit dem Schweden Max Dahlin zusammen den Titel gewann. Mit Ojakäär gewann das zweite Mal ein männlicher estnischer Tennisspieler ein Grand-Slam-Turnier. Zuletzt war dies Kenneth Raisma 2016 mit Stefanos Tsitsipas gelungen, der während des zweiten Erfolgs als Trainer seines Landsmannes fungiert. Neben dem Doppel war Ojakäär, anders als sein Doppelpartner, auch im Einzel erfolgreich – er gewann ein Turnier der Kategorie J300 und zog in weitere Endspiele auf diesem Niveau ein.
Bei den Profis spielte Ojakäär bis zum Ende seiner Juniorenlaufbahn nur wenige Turniere. 2023 erreichte er auf der drittklassigen ITF Future Tour jeweils ein Halbfinale im Einzel und Doppel und sammelte damit erste Punkte für die Weltrangliste.